# Personenschutz

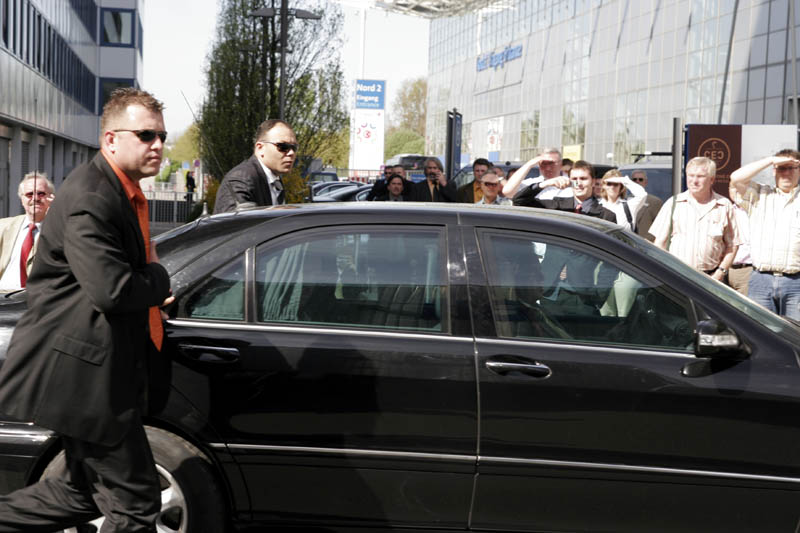
Zwei Personenschützer zum Schutz des damaligen türkischen Premierministers Recep Tayyip Erdoğan auf der Hannover Messe 2007

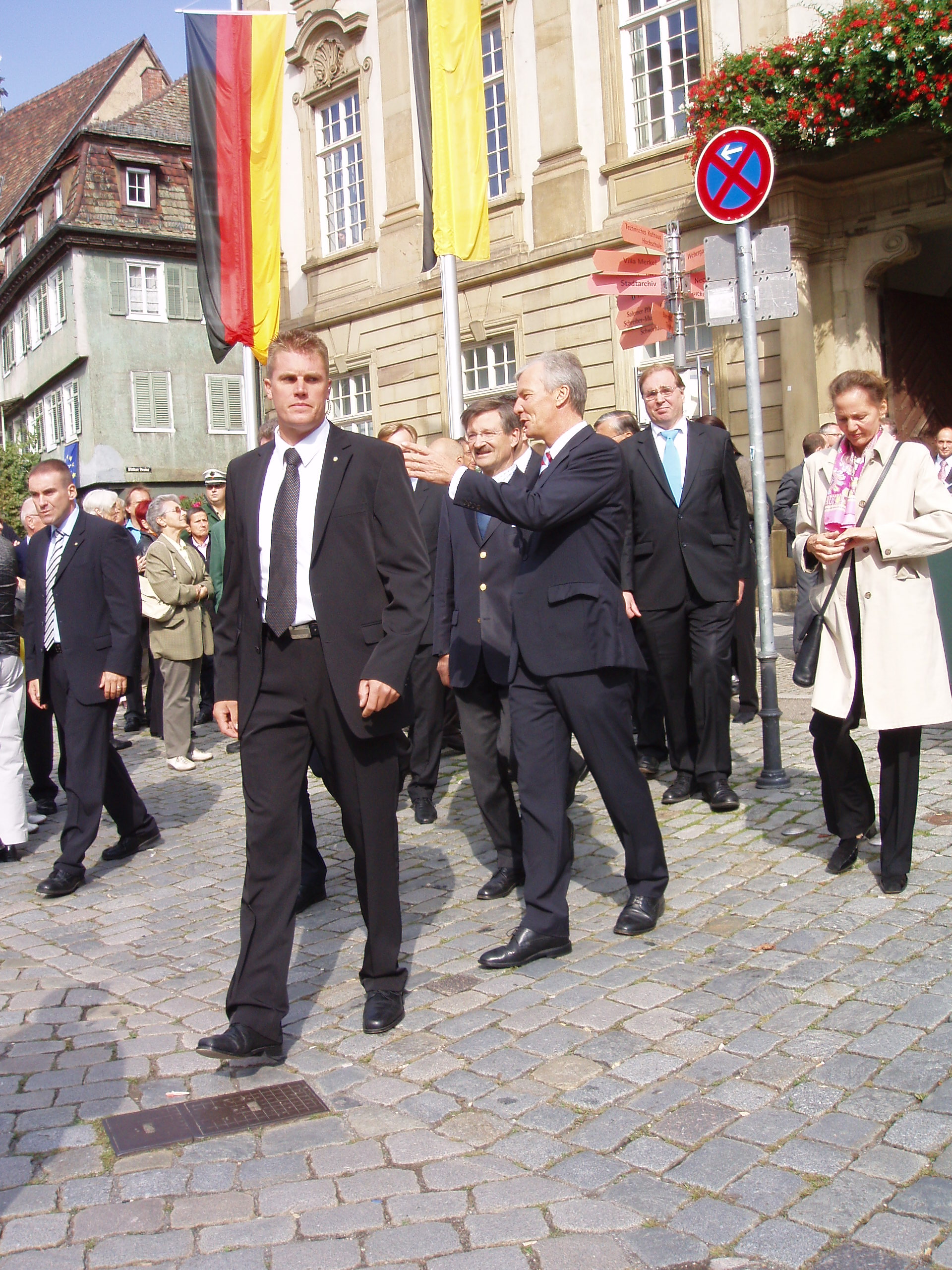
Hermann Otto Solms und Jürgen Zieger zwischen Personenschützern beim Tag des offenen Denkmals 2008

Personenschutz ist die Gewährleistung der persönlichen Sicherheit einer schutzwürdigen Person (Schutzperson) vor Angriffen (Entführung, Attentat etc.) durch Dritte. Der Schutz von Objekten wird hingegen durch den Objektschutz gewährleistet. In beiden Bereichen sind staatliche und private Sicherheitsdienste tätig. Personenschützer werden auch als Leibwächter oder mit dem aus dem Englischen stammenden Lehnwort Bodyguard bezeichnet. Aufgrund der hohen Personalkosten kommen Personenschützer in der Regel nur für wohlhabende, bedeutende oder unmittelbar bedrohte Personen (Politiker, Wirtschaftsführer, Stars, Kronzeugen, Mafiabosse) zum Einsatz.

## Aufgaben
Personenschutz wird durch die Bewachung der Person nach außen hin in der Öffentlichkeit gewährleistet. Es soll dabei die körperliche Unversehrtheit der Schutzperson gewährleistet werden. Auch die Organisationseinheiten, die den Personenschutz gewährleisten, werden als Personenschutz bezeichnet. Die eigentlichen Personenschützer um die Schutzpersonen werden zusammen als Personenschutzgruppe (PSG) bezeichnet.
Schutzpersonen sind meist
- Personen des öffentlichen Lebens, die laut Gefahrenprognose einem Risiko ausgesetzt sind oder
- Personen, die durch bestimmte Lebensumstände erheblichen Bedrohungen durch andere Personen ausgesetzt sind (Zeugenschutz, Opfer organisierter Kriminalität, Mitglieder krimineller Vereinigungen).

Personenschützer (Leibwächter) arbeiten sowohl im privatwirtschaftlichen Sicherheitsdienst wie im öffentlichen Dienst wie z. B. bei der Polizei. Sie sind zumeist mit Schusswaffen und Kommunikationsmitteln ausgestattet und im Nahkampf ausgebildet. Hochgefährdete Schutzpersonen erhalten Personenschutz von mehreren Personenschützern. Die klassische Taktik eines Schutzes ist das Schutzkreuz, dies ist eine karoartige Anordnung der Personenschützer um die Schutzperson. Personenschützer arbeiten häufig in ziviler Kleidung. Sie bewegen sich meist auf Tuchfühlung mit der Schutzperson. Sind mehrere Personenschützer tätig, sind sie auch im persönlichen Umfeld der Schutzperson tätig. Die Hauptaufgabe ist das rechtzeitige Erkennen und Verhindern von Gefahren für die Schutzperson. Dabei achtet man besonders auf auffälliges Verhalten von Personen, ungewöhnliches Äußeres, sowie markante Gegenstände und Abläufe.
Für den Transport einer Schutzperson kann man gepanzerte (sondergeschützte) Fahrzeuge (in verschiedene Schutzklassen unterteilt) einsetzen. Diese sind nach heutigem Stand der Technik äußerlich kaum von normalen Kraftfahrzeugen zu unterscheiden.
In Deutschland ist die Arbeit staatlicher Personenschützer gesetzlich geregelt und in Dienstvorschriften festgehalten. So ist für die Sicherheit der Mitglieder der Verfassungsorgane und deren ausländischer Gäste das Bundeskriminalamt (BKA) zuständig, welches dafür die Abteilung Sicherungsgruppe (SG) unterhält. Für den Schutz von Ministerpräsidenten oder Ministern eines Bundeslandes ist das Landeskriminalamt des jeweiligen Bundeslandes oder das örtliche Polizeipräsidium zuständig; hier gilt das Wohnortprinzip. Politiker im Ausland werden durch Personenschützer der Sicherungsgruppe (SG) des Bundeskriminalamtes (BKA) sowie durch eine Komponente des spezialisierten Personenschutzes Auslands- und Spezialeinsätze (ASE) unterstützt. Den Schutz der deutschen Botschafter im Irak und in Afghanistan übernehmen die Personenschutzkräfte der Bundespolizei (PSA) und Beamte der Landespolizeien, mit Ausnahme des Landes Nordrhein-Westfalen. Die hier akkreditierten Botschafter werden durch das zuständige Bundesland begleitet. Art und Umfang des Personenschutzes werden nach individuellen Gefährdungsanalysen durch den Staatsschutz festgelegt (Schutzmaßnahmen 1–3) und können täglich variieren. In der Bundeswehr gibt es darüber hinaus auch Personenschützer mit der gleichen Ausbildung wie BKA und LKA u. a. für den Generalinspekteur der Bundeswehr und im Auslandseinsatz der Bundeswehr für Kontingentführer national und in internationalen Stäben, Besucher und Gäste der Bundeswehr, wie auch für den ständigen Vertreter im NATO-Hauptquartier in Brüssel. Diese gehören zu den Feldjägern.
Dagegen müssen zum Beispiel Schauspieler oder Popstars ihre Leibwächter selbst beauftragen und bezahlen, sofern sie keiner besonderen Bedrohung unterliegen (siehe oben). Um als besonders bedroht und damit zu staatlicherseits gewährleistetem Personenschutz berechtigt zu gelten, müssen zumeist vergleichsweise hohe Voraussetzungen erfüllt sein. Selbst in Fällen akuter Bedrohung durch beispielsweise organisierte Kriminalität wird in den seltensten Fällen umfassender staatlicher Schutz zugesichert und meist auf private Dienstleister verwiesen, die ebenfalls durch gesetzliche Regelungen überwacht sind und spezielle Voraussetzungen erfüllen müssen.
Für den Personenschutz des Papstes ist die Schweizergarde zuständig.

## Gefährdungsstufen
Diese sind nachfolgend:
- I – Die Person ist erheblich gefährdet, mit einem Anschlag ist jederzeit zu rechnen.
- II – Die Person ist gefährdet, ein Anschlag ist nicht auszuschließen.
- III – Eine Gefährdung der Person ist nicht auszuschließen.

Auch bei Gefährdungsstufe I wird meist zur Eigenverantwortung angehalten. Staatlicher Personenschutz für Privatpersonen ist sehr selten.

## Privater Personenschutz
In Deutschland bieten auch private Dienstleister Personenschutzmaßnahmen an, oft in Verbindung mit Begleitschutz, VIP-Betreuung und Veranstaltungsschutz.
Voraussetzung ist zuerst die staatliche Bewachungserlaubnis nach § 34a GewO für Bewachungsunternehmen mit bestimmten Zulassungsbedingungen. Dazu zählt für Angestellte auch eine 40-stündige Unterrichtung oder die IHK-Sachkundeprüfung, die jedoch beide keine personenschutzspezifischen Inhalte vermitteln oder fordern und deshalb nicht ausreichen. Einen allgemein anerkannten Beruf des Personenschützers gibt es in Deutschland nicht. Interessenten haben neben der genannten gewerberechtlichen Zugangsvoraussetzungen für die Bewachungstätigkeit die Möglichkeit, Fort- und Weiterbildungen in dieser Einsatzrichtung zu absolvieren, die vor allem private Bildungsträger wegen fehlender staatlicher Vorgaben und anerkannter Bildungsinhalte in unterschiedlicher Qualität anbieten. Zumindest eine erweiterte Rechts- und Psychologieweiterbildung, eine Personenschutzgrundausbildung, die Waffensachkundeprüfung nach § 7 WaffG und personenschutzbezogene Trainingsmaßnahmen, ein mehrtägiges Fahrsicherheitstraining, Konditionierung und Selbstverteidigung sowie Erste-Hilfe-Kenntnisse sollten Bestandteil derartiger Fort- und Weiterbildungen sein. Ganzheitlicher Personenschutz umfasst aber auch Objektschutzelemente und weitere Themengebiete.
Wesentliche Unterschiede zwischen behördlichem und privatem Personenschutz gibt es sowohl in der Arbeitsweise, als auch in Bezug auf die rechtlichen Rahmenbedingungen und die Ausbildung der Personenschützer. Im privaten Personenschutz liegen selten akute Bedrohungslagen vor, Begleitschutz dient hier oft dem subjektiven Sicherheitsempfinden der beschützten Person und der Prävention. Behördliche Leibwächter schützen meist das Leben von hochrangigen Politikern und Staatsgästen.
Private Sicherheitsdienstleister arbeiten lediglich auf Grundlage der „Jedermann-Rechte“ (wie die vorläufige Festnahme nach § 127 StPO, Notwehr, Nothilfe, Notstand) und haben keine polizeilichen Befugnisse und hoheitlichen Rechte. Ihnen können Besitzdienerrechte (siehe auch § 855 BGB) übertragen werden.
Behördliche Personenschützer können hingegen von ihren hoheitlichen Vollzugsrechten Gebrauch machen. Diese Tatsache ist sowohl in der präventiven Voraufklärung eines Einsatzes, als auch während des eigentlichen Schutzauftrages von erheblichem Vorteil.

## Die Leibwache in der Geschichte

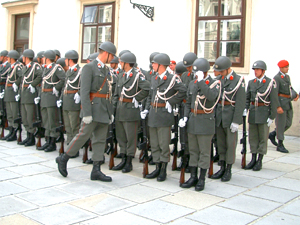
Österreichische Gardekompanie

Historisch gesehen ist eine Leibwache (als militärischer Verband Leibgarde genannt) eine Truppe, die für den unmittelbaren Schutz des Herrschers bestimmt war. Die Leibwache war schon im Altertum bekannt, so hatten beispielsweise die Perserkönige die 10 000 Unsterblichen als eine auserlesene Gardetruppe. Auch Philipp von Makedonien und sein Sohn Alexander der Große schufen sich aus den Söhnen des Landadels eine berittene Leibgarde (Somatophylakes). Dabei spielte jedoch nicht nur die Schutzfunktion dieser Wächter für ihre Herren eine Rolle. Genauso wichtig war im umgekehrten Fall der Aspekt der Leibwächter als Geiseln. Dadurch, dass ihre Söhne in der Leibgarde des Herrschers Dienst taten, waren auch die kleineren Fürsten unter dessen Kontrolle – ein gutes Mittel gegen Aufstände.
Im republikanischen Rom hatten die Befehlshaber des Heeres die Cohors praetoria als Leibwache, die sich später zum Prätorianerkorps entwickelte. Die römischen Kaiser schufen sich eine besondere Leibgarde, die Custodes corporis, die aus Germanen bestand. Auch die Leibwache der byzantinischen Kaiser bestand traditionell aus ausländischen heidnischen Söldnern wie Waräger, Kumanen oder Petschenegen, die selber keinen Anspruch auf den Thron erheben konnten.
Im Osmanischen Kaiserreich waren die Janitscharen lange Zeit Leibgarden. Im Mittelalter waren Leibwachen die einzigen stehenden Truppen eines Fürsten und wurden oft gegen unbotmäßige Vasallen eingesetzt.
Vor 1918 hatten im deutschen Sprachraum nur die Herrscher von Österreich-Ungarn und Bayern besondere Leibgarden. Während der Zeit des Nationalsozialismus wurde die Leibwache Adolf Hitlers vom Führerbegleitkommando gestellt, welches verwaltungsmäßig dem Stab der Leibstandarte SS Adolf Hitler angehörte.

## United States Secret Service
Der United States Secret Service (USSS) ist eine der berühmtesten staatlichen Personenschutzorganisationen weltweit. Neben der Finanzpolizei ist es seine Aufgabe, den Präsidenten, Vizepräsidenten, deren nächsten Familienkreis und weitere hochrangige US-amerikanische Persönlichkeiten zu schützen.